# Хатынг-Юрях (приток Лунгхи)
Хаты́нг-Юря́х (также Хатынг-Юрэх) — река в Якутии, протекает по территории Вилюйского и Кобяйского улусов. Правый приток реки Лены. Длина реки — 315 км, площадь водосборного бассейна — 2570 км².
Исток реки находится в труднодоступной местности на Среднесибирском плоскогорье, на высоте более 249 м над уровнем моря. Преимущественно течёт на север и северо-восток, почти всегда параллельно руслу Лунгхи, сначала в окруженье берёзово-лиственничной тайги, затем по холмистому лиственничному редколесью. Река значительно меандрирует. В нижнем течении, после выхода на Центральноякутскую равнину, для окружающего ландшафта характерно большое количество озёр, русло часто заболочено. Протекает по незаселённой местности. Впадает в Лунгху справа в 52 км от её устья, ниже впадения реки Садах, на высоте 57 м над уровнем моря. В нижнем течении ширина русла не превышает 20 м.
Питание в основном снеговое и дождевое. Замерзает с середины октября до второй половины мая.
Основной приток — река Чюэлю длиной 27 км (правый). 

## Данные водного реестра
По данным государственного водного реестра России и геоинформационной системы водохозяйственного районирования территории РФ, подготовленной Федеральным агентством водных ресурсов:
- Бассейновый округ — Ленский
- Речной бассейн — Лена
- Речной подбассейн — Лена между впадением Алдана и Вилюя
- Водохозяйственный участок — Лена от впадения реки Алдан до впадения реки Вилюй
- Код объекта в государственном водном реестре — 18030700112117400003520[4].